# Kolonia Czechowiec
Kolonia Czechowiec – zniesiona nazwa części wsi Czechowiec w Polsce położona w województwie łódzkim, w powiecie radomszczańskim, w gminie Żytno.
Nazwa Kolonia Czechowiec z nadanym identyfikatorem SIMC występuje w zestawieniach archiwalnych TERYT z 1999 roku.
W latach 1975–1998 miejscowość należała administracyjnie do województwa częstochowskiego.